# Avenida Brasil
 (срп. Авенија Бразил) бразилска је теленовела, продукцијске куће Реде Глобо, снимана 2012.
Реч је о најпродаванијој бразилској серији свих времена, а права на њено приказивање до октобра 2013. откупиле су телевизије из 124 земље света.

## Синопсис
је динамична, животна и модерна теленовела која открива како непопустљива амбиција и окрутност могу променити судбину једне девојке и довести је до освете.
Ово је прича о борби љупке Рите да поврати живот који јој је зла и прорачуната маћеха Кармиња украла док је била још девојчица. Ритин отац умро је под чудним околностима, а Кармиња и њен љубавник Макс послали су девојчицу да живи на депонији, како им не би угрозила планове да се обогате. Она је тамо била принуђена да ради тешке послове под надзором окрутног Нила, али упознала је дечака Батату, који јој је постао најбољи пријатељ. Након неког времена, Риту је усвојила богата породица, која јој је дала име Нина и одвела је у Аргентину. У међувремену, Кармиња се удала за бившег фудбалера Туфаоа, којим манипулише. Усвојили су Батату, који је заправо Кармињин прави син, променивши му име у Жоржињо, а у њихову кућу доселио се и Макс, кога је Кармиња свима представила као рођака свог првог супруга.
Године су пролазиле, а Нина је све време планирала освету против оних који су је повредили. На крају се запошљава као куварица у Кармињиној кући, несвесна да ће и сама патити због мржње коју осећа према њој. Једино што повезује маћеху и пасторку је љубав према Жоржињу — дечак са депоније Нинина је симпатија из детињства, коју није успела да заборави, а Кармиња га обожава. Нина ће морати да се суочи са својом прошлошћу и да научи да контролише жеђ за осветом, јер би сваки непромишљени поступак могао да је кошта Жоржињове наклоности, али и сопственог достојанства…

## Ликови
- Нина / Рита (Мел Маја / Дебора Фалабела) — Након што је остала без мајке, Риту је одгајио отац Женезио и маћеха Кармиња. Схвативши да Кармиња планира заверу против Женезија, Рита ће покушати да је спречи у томе, али неће успети јер ће Женезио изненада преминути. Кармиња ће натерати Mакса да остави Риту на депонији отпада под будним оком Нила. Захваљујући пријатељу Батати, Рита ће пронаћи заклон у Лусиндиној кући, да би је касније усвојила породица из Аргентине. Због тога ће променити идентитет и постати Нина… Нина је дискретна и тајанствена млада жена заслепљена својим осветничким циљевима које жели пошто-пото остварити. Крије мрачну страну из прошлости и не може да савлада трауме из детињства када је живела на депонији смећа и звала се Рита. Током година постала је снажна жена, али опседнута осећајем за правду јер је након смрти оца Женезија доспела под не тако заштитничку руку маћехе Кармиње. Нинина необична љубавна прича са Жоржињом остаће неразрешена све док се не освети Кармињи и Максу.
- Жоржињо / Батата (Едуардо Симоес / Кауа Рејмонд) — Батата, дечак којег је одгојила Лусинда током његовог детињства на депонији, је помогао Рити да се уклопи у живот на сметлишту. Касније су га усвојили Туфао и Кармиња и дали му друго име, Жоржињо. Батату/Жоржиња ће тајне из прошлости непрестано прогонити у сновима.
- Кармиња (Адријана Естевес) — Кармиња је главна негативка серије. Удата је за Женезија, али је у тајној вези са Mаксом. Хладна је и врло амбициозна жена која ће учинити све како би добила оно што жели. Након смрти Женезија, злобна и пакосна Кармиња се успева решити поћерке Рите (Нине), тако што је отера на ђубриште. Удаје се за успешног фудбалера Жоржа Туфаа, и наговора свог љубавника Mакса да се присилно ожени Иваном, сестром њеног супруга Туфаа. Кармиња је мајка Жоржиња и Агате.
- Туфао (Мурило Бенисио) — Туфао је бивши фудбалер са успешном каријером, врло богат али и штедљив момак који никада није одбацио своје корене због новца. Осетљив је, великодушне нарави и цени породичне вредности. Због осећаја кривице јер је убио Женезија у саобраћајној несрећи Туфао одлучи да се брине о удовици Кармињи. Она га заводи и успева да га натера да је ожени.
- Лусинда (Вера Холц) — Лусинда је великодушна особа са „златним срцем”, познатија као Мајка депоније. Увек је доброг расположења и изузетно је популарна међу децом коју је већину и одгојила у кућама изграђених од отпадака. Увек је била наклоњена Батату, због којег је кршила многа правила како би удовољила његовим хировима везаним за највећу љубав у његовом животу, Риту. Касније су њих две постале јако добре пријатељице. Лусинда крије тајне своје прошлости везане за Нила, Кармињу и Mакса, због чега ће се трудити да разувери Нину (односно Риту) од освећивања Кармињи.
- Нило (Жозе де Абреу) — Нило је Лусиндин омражени сусед којег нико не воли јер увек покушава да презме део њеног простора на депонији отпада и искоришћава децу. Многи због тога његову децу третирају другачије него Лусиндину… Нило је Mаксов и Кармињин помоћ ник, али када се на одлагалиште врати Нина, Нило ће покушати да искористи обе стране у своју корист.
- Дебора (Наталија Дил) — Дебора је Кадињова и Вероникина кћерка, односно Жоржињова девојка из луксузног и елитног дела Рија. Талентована акробаткиња и стрпљива девојка која увек охрабрује дечка, односно вереника.
- Макс (Марсело Новаес) — Mакс је Кармињин љубавник и партнер који се јако боји сиромаштва. Прави је мегаломан и ужива у животу, али је такође и непоштен човек који ће се радо користити криминалним радњама како би дошао до свог циља. Безусловно пристаје да оствари све Кармињине захтеве, од планирања враћања Рите на одлагалиште до уверавања Туфаа да се ожени Кармињом. Mакс чак пристане да се ожени Иваном, Туфаовом сестром како би живио у истој кући са Кармињом. Временом ће му дојадити Карминњини испади и тешко ће поднети чињеницу да његова породица није толико амбициозна као он, па ће стварати нове интриге и заплете.
- Женесио (Тони Рамос) — Ритин отац Женезио је изврстан човек, доброг карактера, који убрзо постаје жртва опаког плана своје друге супруге, Кармиње. Умире у саобраћајној несрећи коју је узроковао Туфао.

## Улоге
| Глумац:                     | Улога:                                                      |
| --------------------------- | ----------------------------------------------------------- |
| Дебора Фалабела Мел Маја    | Нина Гарсија Ернандез / Рита Фонсека де Суза Рита (малађа)  |
| Кауа Рејмонд Едуардо Симоес | Жорж Мореира де Араужо Фиљо Жоржињо / Батата Батата (млађи) |
| Мурило Бенисио              | Жорже Араужо Туфао                                          |
| Адријана Естевес            | Кармем Лусија Мореира де Соуза Араужо Кармиња               |
| Марсело Новаес              | Максвел Оливејра Макс                                       |
| Елијана Жијардини           | Муриси Араужо                                               |
| Маркос Карусо               | Лелеко Араужо                                               |
| Вера Холц                   | Лусинда Оливејра                                            |
| Жозе де Абреу               | Нило Оливејра                                               |
| Жука де Оливејра            | Сантијаго Мореира                                           |
| Елоиса Перисе               | Монализа Барбоса                                            |
| Летисија Иснард             | Ивана Араужо Оливејра                                       |
| Алешандре Боржес            | Карлос Едуардо Кадињо / Дуду                                |
| Жулијано Казаре             | Адауто                                                      |
| Наталија Дил                | Дебора                                                      |
| Исис Валверде               | Суелен                                                      |
| Жука де Оливејра            | Сантијаго                                                   |
| Жозе Лорето                 | Дарксон                                                     |
| Бети Фарија                 | Пилар                                                       |
| Луана Мартау                | Беверли                                                     |
| Фелипе Абиб                 | Џими                                                        |
| Андре Луис Миранда          | Валентим                                                    |
| Дебора Блош                 | Вероника                                                    |
| Дебора Насименто            | Тесалија                                                    |
| Аилтон Граса                | Пауло                                                       |
| Бруно Жисони                | Иран                                                        |
| Отавио Августо              | Диоженес                                                    |
| Фабиула Насименто           | Оленка                                                      |
| Какау Протасио              | Зезе                                                        |
| Рони Криват                 | Томас                                                       |
| Патрисија де Жесус          | Жесика                                                      |